# Patricio Peralta Ramos
Patricio Peralta Ramos (Buenos Aires, 17 de mayo de 1814 - Mar del Plata, Buenos Aires, 25 de abril de 1887) fue un comerciante y estanciero argentino, fundador de la ciudad de Mar del Plata sobre terrenos que donó a la Provincia de Buenos Aires.

## Biografía

### Nacimiento y juventud
Patricio Peralta Ramos nació en el hogar de sus padres, calle San Martín entre Bartolomé Mitre y Rivadavia en la ciudad de Buenos Aires, el 17 de mayo de 1814. Sus padres fueron Juan José Porcel de Peralta y de las Casas (oficial del Regimiento de Patricios) y María Hipólita Ramos Domecq. Patricio Porcel de Peralta y Ramos abrevió su apellido, dando así origen al tradicional apellido Peralta Ramos.
En 1840, a sus 26 años, se casó con Cecilia Robles Olavarrieta, que había nacido en 1824 y era hija de Francisco Robles Fernández Dozal y María Isidora de Olavarrieta Sánchez de Cueto. Patricio Peralta Ramos tuvo con ella catorce hijos, Eduardo y Patricio entre ellos. Cecilia Robles murió el 12 de febrero de 1861 como consecuencia del parto del último de sus hijos, a los 35 años y trece años antes de que su marido fundara Mar del Plata.
En Mar del Plata, una loma, un barrio céntrico, una capilla fundacional -primera construcción religiosa de la incipiente ciudad, que es Monumento Histórico Nacional desde 1971 porque el joven agrimensor Carlos de Chapeaurouge tomó su frente como punto de partida para delinear la traza urbana de la naciente ciudad- y una escuela religiosa centenaria, llevan el nombre de Santa Cecilia. Estos nombres, recuerdan a Cecilia Robles de Peralta Ramos. Incluso la Catedral de Mar del Plata, está bajo la advocación de San Pedro y de Santa Cecilia.
Patricio trabajó de tendero en su ciudad natal. Durante el gobierno de Juan Manuel de Rosas proveyó a sus tropas de indumentaria y participó de la Sociedad Popular Restauradora, desde 1842 hasta la finalización del gobierno. Esta actividad le permitió prosperar económicamente. Después que Rosas no le pagó deudas contraídas con él, decidió vender sus propiedades urbanas y cambiar de actividad, buscando nuevos horizontes en la campaña sur de la Provincia de Buenos Aires.

### Estanciero y saladerista
En 1860 Patricio Peralta Ramos viajó por primera vez a la zona de Cabo Corrientes, en la costa de la provincia de Buenos Aires, en una galera de la compañía Mensajerías Generales del Sud; lo acompañaban sus hijos Jacinto y Eduardo. El 25 de septiembre le había comprado a José Coelho de Meyrelles, cónsul de Portugal, sus tierras, que consistían en las estancias "Laguna de los Padres", "San Julián de Vivoratá" y "La Armonía" y sumaban un total de 136.425 ha. La única población existente se encontraba en la desembocadura del arroyo Las Chacras. También adquirió la parte de Benigno Barbosa quedando como dueño absoluto de la estancia y del saladero. Intentó reimpulsar la actividad del saladero, pero la producción no mostró mejorías.

### Fundador de Mar del Plata
Al fracasar este intento de salazón, Patricio Peralta Ramos tuvo la idea de convertir sus grandes extensiones de tierras rurales en lotes urbanos. Para ello se propuso dividir la superficie del terreno de su estancia en parcelas de mucho menor tamaño, las chacras, y también instalar un poblado en parcelas muchísimo más pequeñas aún, el que contaría con un puerto —par lo cual utilizaría el ya existente en su saladero—. Ello levantó críticas de algunos estancieros vecinos que no estaban de acuerdo con la ubicación del poblado y proponían establecerlo en el centro del partido de Balcarce (que era más extenso en ese entonces). Otros  vecinos eran partidarios de instalarlo en el denominado "Puerto de Laguna de los Padres". La decisión del lugar determinaría quien se beneficiaría con el aumento del valor de las tierras donde se ubicara el poblado. 
Peralta Ramos se convirtió en el iniciador del negocio del fraccionamiento de tierras en la Provincia de Buenos Aires para convertirlos en terrenos urbanos que dio beneficios mutuos tanto a los propietarios de las tierras, los estancieros, cuanto a los inmigrantes que, bajo condiciones beneficiosas, a través de su trabajo rápidamente se convirtieron en propietarios chacareros y vecinos urbanos. Este negocio fue imitado por otros grandes estancieros bonaerenses de finales del siglo XIX.
En 1865 la Provincia de Buenos Aires creó el partido de Balcarce y Peralta Ramos recibió el apoyo del Juez de paz Juan Peña que argumentó ante las autoridades provinciales la conveniencia de establecer un poblado sobre la costa. Pero un grupo de vecinos estaba en contra de que la provincia utilizara fondos públicos para la expropiación de las tierras. El fundamento de esta negativa radicaba en el hecho de que cuando se dividió la estancia de Peralta Ramos en lotes y se hizo la mensura las tierras que poseía eran mayores que la que figuraban en el registro de propiedad, entonces le tenía que devolver 1000 ha al estado. Pero las leyes vigentes lo autorizaban a ubicar dentro de sus propiedades lo que sobraba, a fin de que el estado tomara una decisión sobre los mismos, generalmente subastarlas públicamente. Los vecinos opositores (José Chaves, fundador de Balcarce, entre ellos) sugirieron que la localidad se debía establecer en esos sobrantes a fin de que el estado se ahorrara los gastos de una expropiación. Pero Peralta Ramos finalmente ubicó los sobrantes fuera del partido de Balcarce en inmediaciones de la Laguna de Mar Chiquita, estas tierras eran propensas a inundaciones, dentro de la estancia San Julián de Vivoratá, manteniendo su postura original de fundar la localidad en el partido de Balcarce donde no había terrenos fiscales.
En 1867 José Bernal, Juez de Paz de Mar Chiquita, apoyó a Peralta Ramos por medio de una carta al Ministro de Gobierno bonaerense, Nicolás Avellaneda, donde le informó que los terrenos fiscales eran campos bajos y de bañados inadecuados para instalar allí una población. En cambio el lugar propuesto por Peralta Ramos era ideal para constituir uno de los puertos argentinos más comerciales. En compensación de este auspicio Bernal le solicitó al ministro que las tierras de la antigua estancia "Laguna de los Padres" volviera a pertenecer al Partido de Mar Chiquita para que este partido tuviese su poblado. Esta moción no fue apoyada por el Departamento Topográfico provincial argumentando que el partido de Balcarce había sido creado que necesitaría de un pueblo cabecera y esas eran las mejores tierras.
El fallecimiento de su esposa Ceclia fue una situación que lo afectó. En honor a ella destinó en 1873 un terreno para la construcción de una capilla en su homenaje. Esa capilla es la actual capilla de Santa Cecilia, el primer templo de la localidad. Peralta Ramos en persona trabajo en la obra de construcción hecha con tablas de un naufragio que estaban abandonados en una playa. En conmemoración de esta obra el Honorable Concejo Deliberante, en su sesión del 18 de noviembre de 1897, sancionó una ordenanza que establece:
Art. 1. Habiendo el Excmo. e Ilmo. señor Arzobispo de esta Diócesis acordado el Patronato de este Pueblo de Mar del Plata a la gloriosa Santa Cecilia, declárase feriado para las dependencias municipales, el día 22 de noviembre de cada año".
Y en este momento Peralta Ramos inició los trámites ante el gobernador Mariano Acosta para fundar el pueblo enviando el 14 de noviembre de 1873 una Solicitud de Aprobación. Algunos fundamentos expresados en la misiva son:

«Este punto llamado a gran desenvolvimiento, es ya hoy un pueblo, excelentísimo señor. Hay en él un gran saladero cuyo costo primitivo fue de cuatro millones de pesos, aproximadamente. Hay un muelle de "fierro" que costó treinta mil duros. Hay un molino de agua que puede elaborar la harina suficiente para las necesidades de la localidad. Hay una iglesia de piedra y cal con todo cuanto es requerido, que puede contener cuatrocientas personas. Hay botica, panadería, herrería, zapatería y otros ramos industriales. Está también listo el colegio municipal y hay, además, más de veinte casas de piedra, madera o ranchos ocupados por negocios de diversos géneros. La población que allí se forme está llamada a ser una de las más felices de la provincia, tanto por su clima como por la feracidad de su suelo. Los ramos a explotar se presentan desde ya de una manera fácil y productiva. A corta distancia se halla el gran criadero de lobos marinos, cuyo producto lo estimo en quinientos pesos por cabeza, siendo una mina inagotable.....».

Los inconvenientes que debió afrontar fueron las discrepancias con los vecinos y con algunas disposiciones oficiales por la ubicación del poblado. El gobernador Acosta firmó el decreto de fundación de Mar del Plata el 10 de febrero de 1874 previo informe del Departamento Topográfico de la provincia y una recomendación del Juez de paz Pedro Bouchez y del Fiscal de Estado que recomendaban dejar una avenida costera de 200 m de ancho. Esto en vez de una fundación puede considerarse una oficialización de la localidad ya existente. Pero oficialmente esa fecha es considerada el aniversario de su fundación.

### Fallecimiento
Patricio Peralta Ramos falleció el 25 de abril de 1887, en Mar del Plata, y sus restos fueron enterrados en un cementerio adyacente a la capilla Santa Cecilia y posteriormente trasladados al panteón familiar en el  Cementerio de la Recoleta, en Buenos Aires.

## Homenaje en Mar del Plata
La costanera de la ciudad en uno de sus tramos se denomina "Boulevard Marítimo Patricio Peralta Ramos", como forma de agradecimiento del Municipio de General Pueyrredón al fundador de su cabecera. [cita requerida]